# Persone di nome Roberto/Allenatori di calcio
| Questa pagina contiene informazioni ricavate automaticamente dalle voci biografiche con l'ausilio del template Bio e di un bot. L'aggiornamento è periodico e automatico e ricostruisce completamente la pagina. Se manca una persona in questa lista, sei pregato di non aggiungerla, ma accertati piuttosto che la sua voce biografica contenga il template Bio e che i dati anagrafici siano correttamente compilati. Se il template Bio manca, inseriscilo tu stesso o, in alternativa, metti l'avviso {{tmp\|Bio}} che ne segnala la mancanza. Se i dati riportati sono sbagliati, correggi direttamente la voce biografica; le modifiche saranno visibili in questa lista entro pochi giorni. Per chiarimenti vedi il progetto antroponimi. La lista contiene solo le 86 persone che sono citate nell'enciclopedia e per le quali è stato implementato correttamente il template Bio. Pagina aggiornata al 23 mag 2025. |

Questa è una lista di persone presenti nell'enciclopedia che hanno il nome Roberto e sono allenatori di calcio.

## A(4)
- Roberto Abbondanzieri, allenatore di calcio e ex calciatore argentino (Bouquet, n. 1972)
- Roberto Alberti Mazzaferro, allenatore di calcio, dirigente sportivo e ex calciatore italiano (Fermo, n. 1961)
- Roberto Aliboni, allenatore di calcio e ex calciatore italiano (Massa, n. 1955)
- Roberto Antonelli, allenatore di calcio e ex calciatore italiano (Morbegno, n. 1953)

## B(17)
- Roberto Bacchin, allenatore di calcio e ex calciatore italiano (Tombolo, n. 1954)
- Roberto Bacci, allenatore di calcio e ex calciatore italiano (Barga, n. 1967)
- Roberto Balestri, allenatore di calcio e ex calciatore italiano (Pisa, n. 1935)
- Roberto Baronio, allenatore di calcio e ex calciatore italiano (Manerbio, n. 1977)
- Roberto Barozzi, allenatore di calcio e ex calciatore italiano (Genova, n. 1960)
- Roberto Bellinazzi, allenatore di calcio e ex calciatore italiano (Caorle, n. 1946)
- Roberto Biffi, allenatore di calcio e ex calciatore italiano (Milano, n. 1965)
- Roberto Biserni, allenatore di calcio e ex calciatore italiano (Meldola, n. 1979)
- Roberto Bocchino, allenatore di calcio e ex calciatore italiano (Canelli, n. 1961)
- Roberto Bonano, allenatore di calcio e ex calciatore argentino (Rosario, n. 1970)
- Roberto Bonazzi, allenatore di calcio e ex calciatore italiano (Gazzaniga, n. 1971)
- Roberto Bordin, allenatore di calcio e ex calciatore italiano (Zawiya, n. 1965)
- Roberto Borrello, allenatore di calcio e ex calciatore italiano (Brancaleone, n. 1963)
- Roberto Boscaglia, allenatore di calcio e ex calciatore italiano (Gela, n. 1968)
- Roberto Bosco, allenatore di calcio e ex calciatore italiano (Monza, n. 1962)
- Roberto Breda, allenatore di calcio e ex calciatore italiano (Treviso, n. 1969)
- Roberto Bucchioni, allenatore di calcio e ex calciatore italiano (La Spezia, n. 1973)

## C(11)
- Roberto Calmon Félix, allenatore di calcio e ex calciatore brasiliano (Linhares, n. 1978)
- Roberto Cappellacci, allenatore di calcio e ex calciatore italiano (Giulianova, n. 1966)
- Roberto Casone, allenatore di calcio e ex calciatore italiano (Suardi, n. 1951)
- Roberto Cevoli, allenatore di calcio e ex calciatore italiano (Rimini, n. 1968)
- Roberto Challe, allenatore di calcio e calciatore peruviano (Lima, n. 1946 - Lima, † 2024)
- Roberto Chiancone, allenatore di calcio e ex calciatore italiano (Salerno, n. 1954)
- Roberto Chiappara, allenatore di calcio e ex calciatore italiano (Milano, n. 1973)
- Roberto Chiti, allenatore di calcio e ex calciatore italiano (Quarrata, n. 1964)
- Roberto Clagluna, allenatore di calcio italiano (Pisa, n. 1939 - Camaiore, † 2003)
- Roberto Copernico, allenatore di calcio e dirigente sportivo italiano (Malalbergo, n. 1904 - Torino, † 1988)
- Roberto Corti, allenatore di calcio e ex calciatore italiano (Treviglio, n. 1952)

## D(7)
- Jorge D'Alessandro, allenatore di calcio e ex calciatore argentino (Buenos Aires, n. 1949)
- Roberto D'Aversa, allenatore di calcio e ex calciatore italiano (Stoccarda, n. 1975)
- Roberto De Zerbi, allenatore di calcio e ex calciatore italiano (Brescia, n. 1979)
- Roberto Di Martino, allenatore di calcio e calciatore italiano (Castellammare di Stabia, n. 1903 - Castellammare di Stabia, † 1976)
- Roberto Di Matteo, allenatore di calcio e ex calciatore italiano (Sciaffusa, n. 1970)
- Roberto Donadoni, allenatore di calcio e ex calciatore italiano (Cisano Bergamasco, n. 1963)
- Roberto Carlos da Silva, allenatore di calcio e ex calciatore brasiliano (Garça, n. 1973)

## E(2)
- Roberto Elvira, allenatore di calcio e ex calciatore spagnolo (Barcellona, n. 1963)
- Roberto Ennas, allenatore di calcio e ex calciatore italiano (Oristano, n. 1961)

## F(4)
- Roberto Ferreiro, allenatore di calcio e calciatore argentino (Buenos Aires, n. 1935 - † 2017)
- Roberto Filippi, allenatore di calcio e ex calciatore italiano (Padova, n. 1948)
- Roberto Fogli, allenatore di calcio e ex calciatore italiano (Torino, n. 1968)
- Roberto Franzon, allenatore di calcio e ex calciatore italiano (Rosignano Solvay, n. 1943)

## G(8)
- Roberto Galbiati, allenatore di calcio e ex calciatore italiano (Cernusco sul Naviglio, n. 1957)
- Roberto Galia, allenatore di calcio e ex calciatore italiano (Trapani, n. 1963)
- Roberto Galletti, allenatore di calcio e ex calciatore italiano (Cremona, n. 1967)
- Roberto Gatti, allenatore di calcio e ex calciatore italiano (Torino, n. 1964)
- Roberto Gil, allenatore di calcio e calciatore spagnolo (Paterna, n. 1938 - Valencia, † 2022)
- Roberto Guana, allenatore di calcio e ex calciatore italiano (Brescia, n. 1981)
- Roberto Pinto, allenatore di calcio, dirigente sportivo e ex calciatore tedesco (Stoccarda, n. 1976)
- Roberto García Cabello, allenatore di calcio e ex calciatore spagnolo (Madrid, n. 1980)

## L(2)
- Roberto Landi, allenatore di calcio e ex calciatore italiano (Forlì, n. 1956)
- Roberto Lerici, allenatore di calcio e calciatore italiano (Rivarolo, n. 1924 - Atene, † 2004)

## M(13)
- Roberto Maltagliati, allenatore di calcio e ex calciatore italiano (Cuggiono, n. 1969)
- Roberto Mancini, allenatore di calcio e ex calciatore italiano (Jesi, n. 1964)
- Roberto Mandressi, allenatore di calcio e ex calciatore italiano (Seregno, n. 1960)
- Roberto Martínez, allenatore di calcio e ex calciatore spagnolo (Balaguer, n. 1973)
- Roberto Matosas, allenatore di calcio e ex calciatore uruguaiano (Mercedes, n. 1940)
- Roberto Maurantonio, allenatore di calcio e ex calciatore italiano (Bari, n. 1981)
- Roberto Mazzanti, allenatore di calcio e calciatore italiano (Montecatini Terme, n. 1942 - Castelnuovo Berardenga, † 2007)
- Roberto Medina, allenatore di calcio e ex calciatore messicano (Città del Messico, n. 1968)
- Roberto Miggiano, allenatore di calcio e ex calciatore italiano (Lecce, n. 1964)
- Roberto Mirri, allenatore di calcio e ex calciatore italiano (Imola, n. 1978)
- Roberto Mosquera, allenatore di calcio e ex calciatore peruviano (Ibagué, n. 1956)
- Roberto Murgita, allenatore di calcio e ex calciatore italiano (Genova, n. 1968)
- Roberto Musso, allenatore di calcio e ex calciatore italiano (Napoli, n. 1980)

## N(1)
- Roberto Nanni, allenatore di calcio, dirigente sportivo e ex calciatore argentino (Azul, n. 1981)

## O(1)
- Roberto Occhiuzzi, allenatore di calcio e ex calciatore italiano (Cetraro, n. 1979)

## P(3)
- Roberto Pidone, allenatore di calcio e ex calciatore italiano (Castelnuovo di Garfagnana, n. 1954)
- Roberto Porta, allenatore di calcio e calciatore uruguaiano (Montevideo, n. 1913 - Buenos Aires, † 1984)
- Roberto Putelli, allenatore di calcio e ex calciatore italiano (Milano, n. 1969)

## R(4)
- Roberto Rambaudi, allenatore di calcio e ex calciatore italiano (Moncalieri, n. 1966)
- Roberto Rizzo, allenatore di calcio e ex calciatore italiano (San Cesario di Lecce, n. 1961)
- Roberto Rossi, allenatore di calcio e ex calciatore italiano (Cesena, n. 1962)
- Roberto Russo, allenatore di calcio e ex calciatore italiano (Milano, n. 1959)

## S(5)
- Roberto Cavalo, allenatore di calcio e ex calciatore brasiliano (Carazinho, n. 1963)
- Roberto Scarone, allenatore di calcio e calciatore uruguaiano (Montevideo, n. 1917 - Montevideo, † 1994)
- Roberto Sorrentino, allenatore di calcio e ex calciatore italiano (Napoli, n. 1955)
- Roberto Sosa, allenatore di calcio e ex calciatore argentino (Santa Rosa, n. 1975)
- Roberto Stellone, allenatore di calcio e ex calciatore italiano (Roma, n. 1977)

## T(2)
- Roberto Trashorras, allenatore di calcio e ex calciatore spagnolo (Rábade, n. 1981)
- Roberto Trotta, allenatore di calcio e ex calciatore argentino (Pigüé, n. 1969)

## V(2)
- Roberto Venturato, allenatore di calcio e ex calciatore italiano (Atherton, n. 1963)
- Roberto Vitiello, allenatore di calcio e ex calciatore italiano (Torre del Greco, n. 1983)